# Ulf Pindur

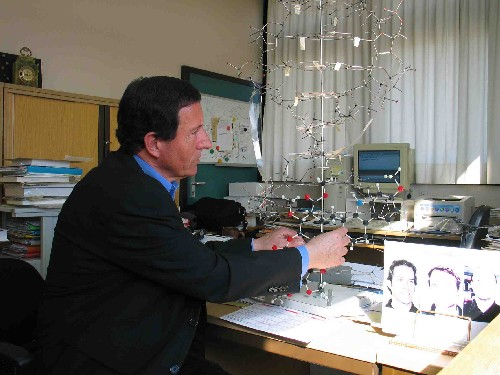
Ulf Pindur (2008)

Ulf Pindur (* 18. Januar 1943 in Bad Darkau) ist ein deutscher Universitätsprofessor, Apotheker und Lebensmittelchemiker. Sein Arbeitsgebiet war die Synthese und Analyse neuer Wirkstoffe mit genselektiver Bindung gegen Krebserkrankungen.

## Leben und Forschung
Pindur absolvierte das Abitur am Justus-Liebig-Gymnasium Darmstadt. Nebenberuflich war er als Organist in den katholischen Kirchen Dreieich und Bensheim tätig. Nach einer Apothekerpraktikantenausbildung studierte er an der Universität Marburg ab 1962 Chemie (Diplom), Lebensmittelchemie (Staatsexamen) und Pharmazie (Staatsexamen). Dort wurde er 1974 mit der Arbeit Oxydationen und Ringschlüsse an aromatischen Oximen zum Dr. rer. nat. promoviert und 1980 im Fach Pharmazeutische Chemie/Medizinische Chemie über Heterocyclen der Pyrazol-, Pyrrol- und Indol-Reihe habilitiert. Im gleichen Jahr folgte er einem Ruf an die Universität Würzburg als Professor für Pharmazeutische Chemie/Medizinische Chemie. 1985 ging er als Professor für Pharmazeutische Chemie/Medizinische Chemie an die Universität Mainz. Er war lange Jahre Institutsleiter der Pharmazie und Vorsitzender des zentralen Ausschusses der mathematisch-naturwissenschaftlichen Fachbereiche der Universität Mainz. Von 1995 bis 2002 war er berufener Fachgutachter im Fach Chemie und Arzneimittelchemie der Deutschen Forschungsgemeinschaft in Bonn. 
Die Forschungsgebiete von Pindur waren die Arzneistoff-Reaktivität, die Heterocyclenchemie und hauptsächlich die Entwicklung von neuen Peptidomimetika (Peptid-Nachahmer) als sequenzselektive DNA-Liganden. Die Darstellung neuer Krebstherapeutika mit Wirkungen auf der Ebene der Veränderung der Genexpression standen im Zentrum seiner Forschungen. Neben der Organischen Synthese und in silico-Verfahren (Computersimulationen an der DNA) wurden biologische und biophysikalische Methoden verwendet. Die Forschungsergebnisse wurden in über 260 Publikationen dokumentiert. Er veröffentlichte ein Lehrbuch der Klinischen Chemie und medizinischen Laboratoriumsdiagnostik.
Er war insgesamt 30 Jahre Vorsitzender des universitären Pharmazie-Staatsexamens an den Universitäten Würzburg und Mainz. Für zehn Jahre war er Vorsitzender der Prüfungskommission Fachapotheker für Pharmazeutische Analytik bei der Landesapothekerkammer Rheinland-Pfalz.

## Kulturelles Engagement

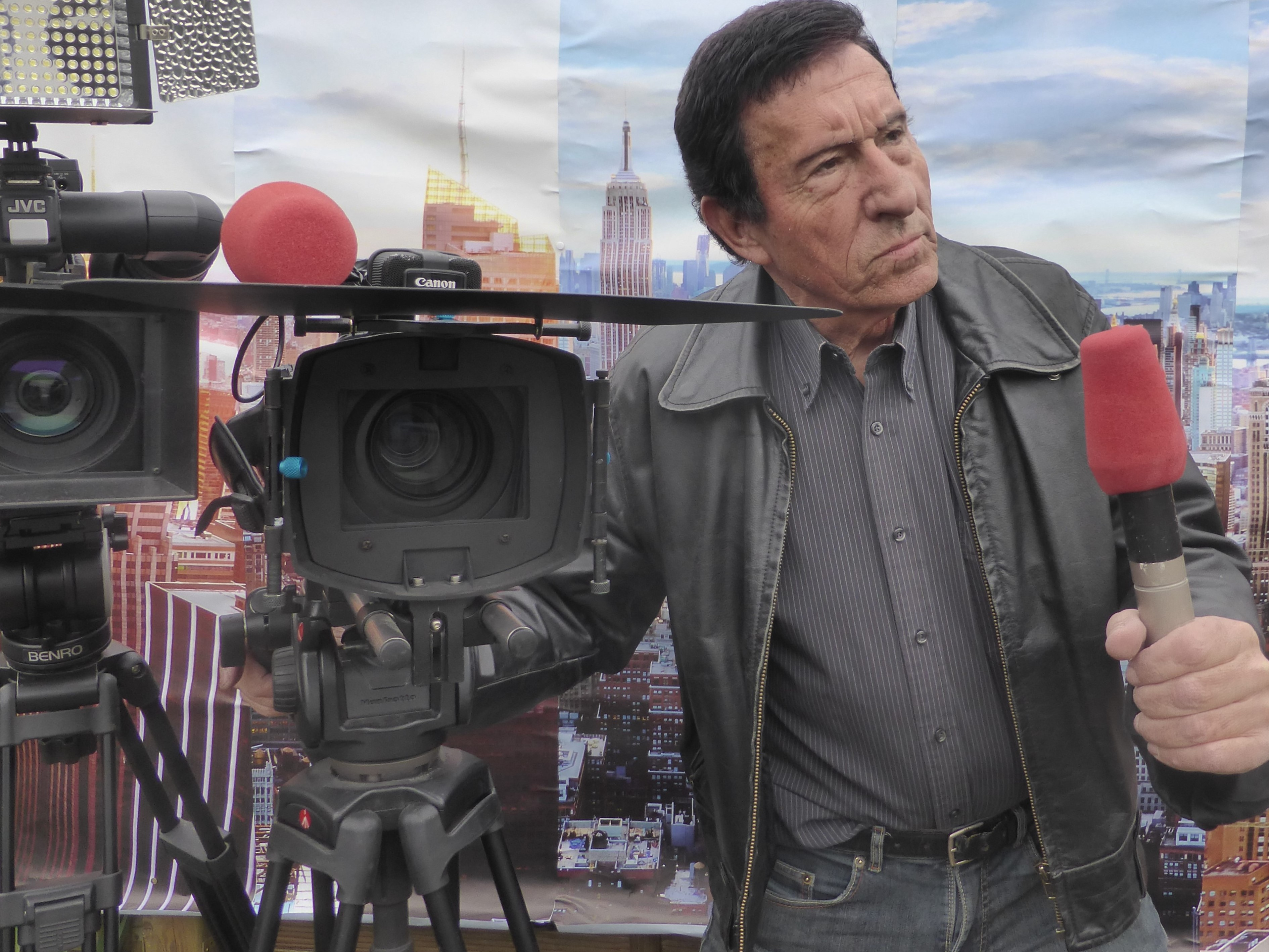
History-Filmproduktion

Pindur produziert Videos (Webvideoproduktion) zur Geschichte, zur Kultur und Archäologie sowie Wissenschaftsfilme zur Medizinischen Chemie, molekulare Wirkungen der Arzneistoffe.

## Auszeichnungen
- Wissenschaftspreis der Boehringer-Ingelheim-Stiftung
- Mitglied des Advisory Board der internationalen Journale:
  - Current Medicinal Chemistry
  - Current Medicinal Chemistry-Anticancer Agents und Medicinal Chemistry-reviews-online.

## Ausgewählte Publikationen
- Eugenia Gonzalez, Ulf Pindur, Dieter Schollmeyer: New Diels–Alder reactions of 3-vinylindoles with an aryne: selective access to functionalized [a]anellated carbazoles. In: J. Chem. Soc., Perkin Trans. 1. Nr. 14, 1996, S. 1767–1771, doi:10.1039/P19960001767.
- Ulf Pindur, Alparslan Aygün: A New and Effective Method to Carbazoquinocin C and Related Carbazole-3,4-quinones as Biological Antioxidants: Key Reactions of 2-Vinylindoles with Oxalyl Chloride. In: Synlett. Band 2000, Nr. 12, 2000, S. 1757–1760, doi:10.1055/s-2000-8682.
- Ulf Pindur, Thomas Lemster: Design, Synthesis an Biological/Biophysical Evaluation of new Oligopyrrole carboxamides, Biscarbazoles, Oxocarbazoles and Benzo[a]carbazoles. Antitumor and Antioxidative Compounds. In: Rec. Res. Devel. In Organic and Bioorganic Chemistry. Band 5, 2002, S. 99–115.
- Marie-Hélène David-Cordonnier, Marie-Paule Hildebrand, Brigitte Baldeyrou, Amélie Lansiaux, Christoph Keuser, Kerstin Benzschawel, Thomas Lemster, Ulf Pindur: Design, synthesis and biological evaluation of new oligopyrrole carboxamides linked with tricyclic DNA-intercalators as potential DNA ligands or topoisomerase inhibitors. In: European Journal of Medicinal Chemistry. Band 42, Nr. 6, Juni 2007, S. 752–771, doi:10.1016/j.ejmech.2006.12.039.
- mit Alparslan Aygün: Chemistry and Biology of New Marine Alkaloids from the Indole and Annelated Indole Series, in: Current Medicinal Chemistry, Band 10, 2003, S. 1113–1127
- mit Michaela Jansen, Thomas Lenster: Advances in DNA-Ligands with Groove Binding, Intercalating and/or Alkylating Activity: Chemistry, DNA-Binding and Biology, in: Current Medicinal Chemistry, Band 12, 2005, S. 2805–2847